# Nordwest-Passage (Film)
Nordwest-Passage ist ein US-amerikanischer Spielfilm, den Regisseur King Vidor 1939 für Metro-Goldwyn-Mayer inszeniert hat. Der aufwändig in Farbe produzierte Abenteuerfilm, der eine Strafexpedition der britischen Kolonialarmee gegen feindliche Indianer zum Thema hat, sollte der erste Teil eines Doppelfilms über die Suche nach der Nordwestpassage werden, der den Gesamttitel Rogers’ Rangers erhalten sollte, dessen zweiter Teil nach dem wirtschaftlichen Misserfolg des ersten jedoch nie produziert wurde. Der Film basiert auf dem gleichnamigen Roman von Kenneth Roberts.

## Handlung
Ort der Handlung sind die britische Kronkolonie New York und das angrenzende Kanada, die Zeit ist die des Franzosen- und Indianerkrieges (1754–1764).
Langdon Towne muss Harvard verlassen, weil er das Essen dort kritisiert hat, und wird dann, weil er Maler werden will, auch noch von der Familie seiner Liebsten hinausgeworfen. Während er sich in der Dorfkneipe betrinkt, äußert er einige respektlose Dinge über die Briten und endet deswegen beinahe im Gefängnis. Um weiteren Problemen zu entgehen, fasst er die Entscheidung, sich in Crown Point Major Rogers anzuschließen. Dieser ist ein britischer Offizier, der mit der von ihm gegründeten Ranger-Einheit eine Strafexpedition gegen eine Gruppe von Indianern leiten soll, die mit den gegnerischen Franzosen im Bunde stehen. Es gelingt, die Indianer bis auf den letzten Mann niederzumetzeln, der lange Rückweg in die britische Kolonie erweist sich jedoch als äußerst hart. Die Expedition, die bereits seit dem Hinweg von der Proviantzufuhr abgeschnitten ist, wird wiederholt angegriffen. Towne, der im Verlaufe der Handlung vom zivilisationsverwöhnten Feingeist zum Ranger erzogen wird, erleidet eine Verwundung und entgeht nur knapp dem Zurückgelassenwerden in der Wildnis. Dank des Gottvertrauens und des unerschütterlichen Willens des charismatischen Major Rogers, der seine Männer mit Erfolg immer wieder zu eigentlich unmöglichen Leistungen antreibt, erreichen 50 Überlebende jedoch das rettende britische Fort. Zu überwinden sind zuvor ein Bergrücken, über den die Männer ihre Boote schleppen müssen, und ein reißender Strom, den sie nur durchwaten können, indem sie eine menschliche Kette bilden.
Der Film endet mit Major Rogers’ Entsendung zu einer erneuten Expedition. Diesmal soll er die Nordwestpassage finden. Towne bleibt bei seiner Braut und wird bald nach London gehen, um dort ein bedeutender Maler zu werden.

## Historischer Hintergrund
Der Film greift die Geschehnisse des St. Francis Raids auf, den Rogers Einheit im Herbst 1759 gegen den Stamm der Abenaki unternahm.

## Form
Nordwest-Passage ist in Technicolor im Bildformat 1,37:1 gedreht worden.

## Produktion und Rezeption

### Produktionsgeschichte
Der Film, der auf der ersten Hälfte von Kenneth Roberts Roman Northwest Passage (1937) basiert, wurde 1939 an Drehorten in der Kaskadenkette in Oregon und rund um McCall, Idaho produziert. Vidor berichtete, dass man sich auf den ersten Buchteil beschränkte, um das Heldenbild von Rogers nicht anzweifeln zu müssen, der im zweiten Teil des Romans an den weiteren Geschehnissen zerbricht. Phil Hardy nennt als weiteren Grund, warum kein zweiter Teil mehr folgte, dass Tracy nicht wieder mit Vidor arbeiten wollte.

### Kinoauswertung
Der Film kam in den USA am 23. Februar 1940 in die Kinos. In Westdeutschland begann die Kinoauswertung erst 1955.

### Fernsehserie
Zwischen 1958 und 1959 produzierte MGM die gleichnamige Fernsehserie. In der Fernsehadaption übernahm Keith Larsen die Rolle von Spencer Tracy, Buddy Ebsen spielte die Rolle von Walter Brennan und Don Burnett stellte die Rolle von Robert Young dar.

### Kritiken
„Im Gewand spannender Unterhaltung verherrlicht Vidor das „harte Mannestum“ des Soldaten und rechtfertigt das Massaker an den Indianern. Formal nicht uninteressant.“

„Wie Samuel Fullers Merrill’s Marauders streicht der Film die Anstrengung heraus, die den Marsch prägt und die schließlich aus den Männern ausgezehrte Wilde macht, von denen einer sogar einmal dem Kannibalismus erliegt.“

### Auszeichnungen
Die Kameraarbeit von Sidney Wagner und William V. Skall wurde 1941 für einen Oscar nominiert, dieser Preis ging schließlich jedoch an George Barnes für seine Arbeit in Rebecca.